# Wireshark
Wireshark (раніше звався Ethereal) — програма для аналізу мережевих пакетів Ethernet і інших мереж (сніфер) з вільним вихідним кодом. Має графічний інтерфейс користувача. У червні 2006 року проєкт був перейменований на Wireshark через проблеми з торговою маркою.
Функціональність, яку надає Wireshark, дуже схожа з можливостями програми tcpdump, проте Wireshark має графічний інтерфейс користувача і значно більше можливостей із сортування і фільтрації інформації. Програма дозволяє користувачеві переглядати весь трафік, що проходить по мережі, в режимі реального часу, переводячи мережну карту в promiscuous mode.
Wireshark — це програма, яка розпізнає структуру найрізноманітніших мережевих протоколів, і тому дозволяє розібрати мережевий пакет, відображаючи значення кожного поля протоколу будь-якого рівня. Оскільки для захоплення пакетів використовується pcap, існує можливість захоплення даних тільки з тих мереж, які підтримуються цією бібліотекою. Проте, Wireshark вміє працювати з безліччю форматів початкових даних, відповідно, можна відкривати файли даних, захоплених іншими програмами, що розширює можливості захоплення.
Програма розповсюджується під вільною ліцензією GNU GPL і використовує для формування графічного інтерфейсу кросплатформову бібліотеку GTK+. Існують версії для більшості типів UNIX, зокрема GNU/Linux, Solaris, FreeBSD, NetBSD, OpenBSD, Mac OS X, а також для Microsoft Windows.
Восени 2013 розробники Wireshark, інтерфейс якого спочатку базувався на бібліотеці GTK+ і вже був адаптований для використання GTK+3, повідомили про перехід проєкту на використання бібліотеки Qt. Причиною міграції називається погіршення ситуації з ефективною підтримкою у GTK+ всіх платформ, для яких випускається Wireshark. Також наголошується бажання підготувати версії Wireshark для платформ Apple iOS і Android, підтримка яких з'явилася в Qt.

## Виноски
1. ↑  Wayback Machine: Q&A; with the founder of Wireshark and Ethereal
2. ↑  Wireshark 2.2.2 Released. Архів оригіналу за 6 вересня 2008. Процитовано 22 лютого 2015.
3. ↑  We’re switching to Qt
4. ↑  Wireshark F.A.Q. Архів оригіналу за 25 вересня 2008. Процитовано 28 вересня 2008.
5. ↑  We’re switching to Qt. Архів оригіналу за 19 жовтня 2013. Процитовано 18 жовтня 2013.